# Владимир Чертков
Владимир Григориевич Чертков (на руски: Владимир Григорьевич Чертков) е руски обществен деятел, лидер на толстоизма като обществено движение, близък съидейник на Лев Толстой, редактор и издател на неговите произведения.

## Биография
Роден е на 3 ноември (22 октомври стар стил) 1854 г. в Санкт Петербург, Русия, в богато аристократично семейство. Син е на Елизавета Ивановна (1832 – 1922) и Григорий Иванович (1828 – 1884), генерал-адютант на руския император Александър II.
На 19-годишна възраст Чертков постъпва в Конногвардейски полк, където служи осем години, след което се отказва от военна служба и заживява в семейното имение в Лизиновка, където се занимава с благотворителна дейност в полза на селското население, построява училище, библиотека, читалня и др.
През 1883 г. се запознава с Лев Толстой и става негов съмишленик и помощник. Чертков създава издателство, чиято цел е издаването на евтини книги, достъпни и за бедните. Издателството, получило името „Посредник“, чиито книги по тираж многократно превъзхождат всички съществуващи опити от такъв характер, дължи както основаването си в края на 1884, така и организацията си, изцяло на Чертков. В „Посредник“ се печатат работи на Толстой, Чехов, Короленко, Лесков, Ертел, Гаршин и др. Чертков привлича за илюстратори художници като Иля Репин, Иван Крамской и др. В дейността на издателството участва и съпругата на Чертков – Ана Константиновна (1859 – 1927), за която той се жени през 1886 г.
Чертков и Толстой водят обширна кореспонденция, съставляваща пет тома от събраните съчинения на писателя.
През 1897 г., за участие в организация, оказваща помощ на духоборци, Чертков е прогонен от Русия и изпратен във Великобритания, където живее до 1907 г. Там основава издателство „Свободно слово“ и издава забранени в Русия произведения на Толстой. Създава и хранилище за ръкописите на писателя.
През 1918 г. Чертков инициира издание на пълно събрание на съчиненията на Лев Толстой в 90 тома, работата над което завършва след смъртта му.
Умира на 9 ноември 1936 в Москва.

## Съчинения
- Чертков В. Г. Наша революция. Насильственное восстание или христианское освобождение? С послеслов от Л. Н. Толстой. Изд. 2-е, доп. М., тип. Поплавского 1907
- Чертков В. Г. Злая забава. Мысли об охоте (с предисловие от Л. Н. Толстой). СПб., Тип. А. С. Суворина, 1890
- Чертков В. Г. Финляндский разгром Изд. „Свободно слова“, № 35. A. Tchertkoff, Maldon, Essex, England, 1900
- Чертков В. Г. Римский мудрец Эпиктет, его жизнь и учение (Серия „Жизнь и учение мудрецов“), 1904
- Чертков В. Г. О последних днях Л. Н. Толстого. М., Тип. И. Д. Сытина, 1911
- Чертков В. Жизнь одна (Об убийстве живых существ). М., изд. „Посредник“, 1912
- Чертков В. Г. и Джейн Хола Християнство первых веков. М., изд. Общества Истинной Свободы в память Л. Н. Толстого, 1919
- Save Russia. A Remarkable Appeal to England by Tolstoy's Executor in a Letter to his English Friends by V. Tchertkoff (Спасите Россию). London, 1919.
- Чертков В. Г. Уход Толстого. Берлин. Изд. И. П. Ладыжникова. 1922
- Чертков В. Г. писмо-ходатайство до Сталин във връзка с арестувани толстоисти от 5 февруари 1930 г. // Возвращение памяти. Историко-публицистический альманах. Вып. 3. Новосибирск, Изд-во Сиб. отд. РАН, 1997

## В киното
Владимир Чертков е сред главните герои във филма The Last Station „Последна гара“ (2009), създаден по едноименния биографичен роман на Джей Парини (1990 г.), разказващ за последната година от живота на Толстой. Ролята на Чертков се изпълнява от актьора Пол Джиамати.